# Liste der Biografien/Seim
Liste der Biografien |
Portal Biografien |
Personensuche
# |
A |
B |
C |
D |
E |
F |
G |
H |
I |
J |
K |
L |
M |
N |
O |
P |
Q |
R |
S |
T |
U |
V |
W |
X |
Y |
Z |
?
 
Sa |
Sb |
Sc |
Sd |
Se |
Sf |
Sg |
Sh |
Si |
Sj |
Sk |
Sl |
Sm |
Sn |
So |
Sp |
Sq |
Sr |
Ss |
St |
Su |
Sv |
Sw |
Sy |
Sz
 
Sea |
Seb |
Sec |
Sed |
See |
Sef |
Seg |
Seh |
Sei |
Sej |
Sek |
Sel |
Sem |
Sen |
Seo |
Sep |
Seq |
Ser |
Ses |
Set |
Seu |
Sev |
Sew |
Sex |
Sey |
Sez
 
Seib |
Seic |
Seid |
Seie |
Seif |
Seig |
Seij |
Seik |
Seil |
Seim |
Sein |
Seip |
Seir |
Seis |
Seit |
Seiu |
Seiv |
Seiw |
Seix |
Seiz
Die Liste der Biografien führt alle Personen auf, die in der deutschsprachigen Wikipedia einen Artikel haben. Dieses ist eine Teilliste mit 19 Einträgen von Personen, deren Namen mit den Buchstaben „Seim“ beginnt.

## Seim
- Seim, Gunhild (* 1973), norwegische Jazz- und Improvisationsmusikerin
- Seim, Jürgen (1932–2022), deutscher evangelischer Theologe
- Seim, Mart (* 1990), estnischer Gewichtheber
- Seim, Roland (* 1965), deutscher Medienwissenschaftler, Journalist, Buchautor und Verleger
- Seim, Rolf (1928–2015), deutscher Mineraloge und Geochemiker
- Seim, Trond Espen (* 1971), norwegischer SchauspielerTrond Espen Seim (* 1971)

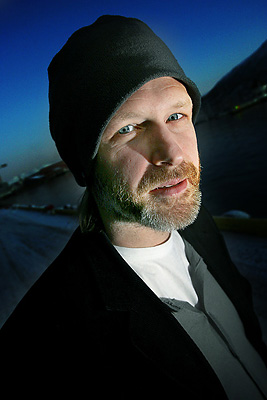
Trond Espen Seim (* 1971)

- Seim, Trygve (* 1971), norwegischer Jazz-Saxophonist
- Seim, Wilhelm August (1844–1905), deutscher Baumeister und Politiker, MdL (Königreich Sachsen)

### Seime
- Seimen, Dennis (* 2005), deutsch-rumänischer Fußballtorhüter
- Seimen, Martin, österreichischer Musikproduzent, Komponist, Arrangeur und Keyboarder
- Seimer, Peter (* 1993), deutscher Steuerfahnder und Politiker (Bündnis 90/Die Grünen)
- Seimetz, Amy (* 1981), US-amerikanische Schauspielerin, Regisseurin und Drehbuchautorin
- Seimetz, Elke (* 1961), deutsche Malerin, Grafikerin, Buchillustratorin der Moderne und Kunstpädagogin
- Seimetz, Frantz (1858–1934), luxemburgischer Landschaftsmaler des Impressionismus
- Seimetz, Hermann (1938–2022), deutscher Politiker (CDU), MdL
- Seimetz, Matthias (1903–1944), deutscher römisch-katholischer Ordensbruder, Steyler Missionar und Märtyrer
- Seimetz, Paul (1934–2009), deutscher Soldat, Heraldiker, Maler und Illustrator

### Seimi
- Seimiya, Naobumi (1917–1991), japanischer Holzschnitt-Künstler

### Seimu
- Seimu (84–191), 13. Tennō von Japan (131–191)